# 1942 no desporto

## Futebol
- 7 de fevereiro – O Sport Lisboa e Benfica derrota Futebol Clube do Porto por uns históricos 12 - 2 no campo grande
- 14 de setembro - O presidente Ítalo Adami reuniu os dirigentes palestrinos para oficializar o novo nome do clube, que, por sugestão do Sr. Mário Minervino (membro da diretoria palestrina), passou a se chamar Sociedade Esportiva Palmeiras. Dois fatores teriam motivado a mudança por esse nome: a quantidade abundante de palmeiras dentro das dependências do clube e a decisão de homenagear a extinta Associação Atlética das Palmeiras, agremiação com o qual o Palestra manteve bom relacionamento institucional nos primórdios de sua existência, além do principal, que era manter o P como primeira letra.[1]
- 20 de setembro - O Palmeiras vence o São Paulo por 3 a 1 e abandono de campo da equipe tricolor aos 21 minutos do segundo tempo, quando o árbitro marcou um pênalti cometido por Virgílio em Og Moreira. Com o placar e a fuga tricolor, o Verdão foi Campeão paulista pela nona vez e a primeira com o novo nome.
- 8 de dezembro – O Botafogo Football Club une-se ao Club de Regatas Botafogo, dando origem ao Botafogo de Futebol e Regatas, um dos mais importantes clubes do Brasil.

## Xadrez
- 9 a 18 de junho - Torneio de xadrez de Salzburgo de 1942, vencido por Alexander Alekhine.[2]

## Nascimentos
| Data            | Nome                  | Profissão                                   | Nacionalidade                              | Observações | Ref    |
| --------------- | --------------------- | ------------------------------------------- | ------------------------------------------ | ----------- | ------ |
| 7 de janeiro    | Vassili Alexeiev      | halterofilista                              | Rússia (atual) · União Soviética           | m. 2011     | [ 3 ]  |
| 10 de janeiro   | Jaime da Silva Graça  | futebolista                                 | Portugal                                   | m. 2012     | [ 4 ]  |
| 17 de janeiro   | Muhammad Ali          | pugilista                                   | United States                              | m. 2016     | [ 5 ]  |
| 18 de janeiro   | Sjoukje Dijkstra      | patinadora artística                        | Países Baixos                              | m; 2024     | [ 6 ]  |
| 25 de janeiro   | Eusébio               | futebolista                                 | Portugal · Moçambique (nasc.)              | m. 2014     | [ 7 ]  |
| 28 de janeiro   | Hans-Jürgen Bäumler   | patinador artístico                         | Alemanha Ocidental                         |             |        |
| 26 de fevereiro | Jozef Adamec          | futebolista                                 | Eslováquia (atual) · Tchecoslováquia       | m. 2018     | [ 8 ]  |
| 28 de fevereiro | Dino Zoff             | futebolista                                 | Itália                                     |             |        |
| 15 de março     | The Iron Sheik        | ex-lutador                                  | Irão                                       | m. 2023     | [ 9 ]  |
| 28 de março     | William Hickox        | patinador artístico                         | Estados Unidos                             | m. 1961     | [ 10 ] |
| 3 de abril      | Ademir da Guia        | ex-futebolista                              | Brasil                                     |             |        |
| 10 de abril     | Ian Callaghan         | ex-futebolista                              | Inglaterra                                 |             |        |
| 12 de abril     | Carlos Reutemann      | piloto de Fórmula 1                         | Argentina                                  | m. 2021     | [ 11 ] |
| 14 de abril     | Valery Brumel         | atleta, saltador em altura                  | Rússia (atual) · União Soviética           | m. 2003     | [ 12 ] |
| 16 de abril     | Frank Williams        | fundador e dirigente da equipe da Fórmula 1 | Inglaterra                                 | m. 2021     | [ 13 ] |
| 18 de abril     | Jochen Rindt          | piloto de Fórmula 1                         | Áustria                                    | m. 1970     | [ 14 ] |
| 2 de maio       | Jacques Rogge         | dirigente olímpico                          | Bélgica                                    | m. 2021     | [ 15 ] |
| 3 de maio       | Věra Čáslavská        | ginasta                                     | República Tcheca (atual) · Tchecoslováquia | m. 2016     | [ 16 ] |
| 8 de maio       | Nobby Stiles          | futebolista                                 | Inglaterra                                 | m. 2020     | [ 17 ] |
| 18 de maio      | Nobby Stiles          | ex-futebolista                              | Inglaterra                                 | m. 2020     | [ 18 ] |
| 21 de maio      | Ivo Viktor            | futebolista                                 | Eslováquia (atual) · República Tcheca      |             |        |
| 24 de maio      | Hannu Mikkola         | piloto de ralis                             | Finlândia                                  | m. 2021     | [ 19 ] |
| 27 de maio      | Piers Courage         | piloto de Fórmula 1                         | Inglaterra                                 | m. 1970     | [ 20 ] |
| 15 de junho     | Peter Norman          | atleta                                      | Austrália                                  | m. 2006     | [ 21 ] |
| 16 de junho     | Giacomo Agostini      | motociclista                                | Itália                                     |             |        |
| 25 de junho     | Willis Reed           | jogador de basquete                         | Estados Unidos                             | m. 2023     | [ 22 ] |
| 16 de julho     | Margaret Court        | tenista                                     | Austrália                                  |             |        |
| 18 de julho     | Giacinto Facchetti    | futebolista                                 | Itália                                     | m. 2006     | [ 23 ] |
| 2 de agosto     | Leo Beenhakker        | treinador de futebol                        | Países Baixos                              |             |        |
| 14 de agosto    | Jackie Oliver         | piloto de Fórmula 1                         | Inglaterra                                 |             |        |
| 15 de agosto    | Roger Campbell        | patinador artístico                         | Estados Unidos                             | m. 1961     | [ 10 ] |
| 18 de setembro  | Ila Ray Hadley        | patinadora artística                        | Estados Unidos                             | m. 1961     | [ 10 ] |
| 21 de setembro  | Diane Sherbloom       | patinadora artística                        | Estados Unidos                             | m. 1961     | [ 10 ] |
| 22 de setembro  | David Stern           | empresário de esportes                      | Estados Unidos                             | m. 2020     | [ 24 ] |
| 25 de setembro  | Henri Pescarolo       | piloto de Fórmula 1                         | França                                     |             |        |
| 29 de setembro  | Felice Gimondi        | ciclista                                    | Itália                                     | m. 2019     | [ 25 ] |
| 1º de outubro   | Jean-Pierre Jabouille | piloto de Fórmula 1                         | França                                     | m. 2023     | [ 26 ] |
| 8 de novembro   | Sandro Mazzola        | futebolista                                 | Itália                                     |             |        |
| 16 de novembro  | Maria Jelinek         | patinadora artística                        | Canadá · República Tcheca (nasc.)          |             |        |
| 3 de dezembro   | Pedro Rocha           | futebolista                                 | Uruguai                                    | m. 2013     | [ 27 ] |

## Mortes
| Data           | Nome                 | Profissão           | Nacionalidade | Observações | Ref |
| -------------- | -------------------- | ------------------- | ------------- | ----------- | --- |
| 7 de fevereiro | Dorando Pietri       | maratonista         | Itália        | n. 1885     |     |
| 8 de março     | José Raúl Capablanca | jogador de xadrez   | Cuba          | n. 1888     |     |
| 27 de abril    | Heinrich Burger      | patinador artístico | Alemanha      | n. 1881     |     |